# Obsluhoval jsem anglického krále (film)
Obsluhoval jsem anglického krále je český film z roku 2006 natočený podle stejnojmenné novely Bohumila Hrabala režisérem Jiřím Menzelem. Film získal ocenění Český lev jako nejlepší film roku 2006. Film byl podpořen Státním fondem České republiky pro podporu a rozvoj české kinematografie.

## Osoby a obsazení
| Ivan Barnev                 | Jan Dítě                         |
| Oldřich Kaiser              | starý Jan Dítě                   |
| Julia Jentsch               | Líza                             |
| Josef Abrhám                | hoteliér Brandejs                |
| Jiří Lábus                  | šéf hotelu U zlatého města Prahy |
| Martin Huba                 | vrchní Skřivánek                 |
| Marián Labuda               | Walden                           |
| Milan Lasica                | profesor                         |
| Jaromír Dulava              | číšník Karel                     |
| Zuzana Fialová              | Marcela                          |
| István Szabó                | burzián                          |
| Petra Hřebíčková            | Jaruška                          |
| Pavel Nový                  | generál                          |
| Rudolf Hrušínský mladší     | ředitel hotelu Tichota           |
| Tonya Graves                | habešský císař                   |
| Petr Čtvrtníček             | burzián                          |
| Zdeněk Maryška              | esesák                           |
| Jiří Šesták                 | číšník                           |
| Zdeněk Žák a Martin Zahálka | milicionáři                      |
| Oldřich Vlach               | další burzián                    |
| Emília Vášáryová            | bordelmáma Rajská                |
| Rudolf Jelínek              | burzián                          |

## Děj filmu
Začínající číšník Jan Dítě má komplexy kvůli výšce. Začíná u prodeje párků, pak se ale dostane do hotelu Zlatá Praha, později do hotelu Tichota, kde se schází v noci významní lidé s milenkami. Nakonec pracuje v hotelu Paříž, kde je mu vzorem vrchní Skřivánek, který zná obdivuhodně psychologii a sociologii hostů – říkal, že obsluhoval anglického krále. Janovi se poštěstí a jako záskok mohl obsluhovat habešského císaře, od kterého dostal habešský řád. Později si vzal Němku, která ukradla deportovaným Židům cenné poštovní známky. V závěru války však zemřela, když se snažila známky zachránit z hořící budovy bývalého hotelu Tichota.
Před únorem 1948 si koupil za utržené peníze za známky hotel. Penězi si i vytapetoval stěnu. Po únoru 1948 mu byl hotel sebrán a milionáři byli sváženi do komunistických vězení. On tam však odešel dobrovolně, protože chtěl být ve vyšší společnosti za každou cenu, v dobrém i ve zlém. V kriminále ale potká osoby, se kterými dříve spolupracoval a díky svým ambicím se k nim otočil zády, takže ho teď mezi sebe nepřijmou. Za 15 milionů korun dostal Dítě 15 let vězení natvrdo. Díky amnestii byl propuštěn po 14 letech a 9 měsících.
Nakonec se z něj stane cestář na samotě v liduprázdných Sudetech. Celý život se snažil přizpůsobit, dostat se do vyšší společnosti, proto i za okupace podlézal Němcům. Ale nikdy se mu to nepodařilo. Pochopí tak, že je zbytečné přizpůsobovat se světu. V závěru se smíří se svým životem.

## Zajímavosti
Při natáčení filmu byl použit i zlatý jídelní servis, který dostal rakouský kníže Klemens von Metternich darem od města Paříže v době kdy zde působil jako vyslanec. Tento servis lze dnes zhlédnout na zámku Kynžvart.
Po obsazení Československa se z hotelu Tichota stala farma na chov lidí "čisté rasy". Takové farmy skutečně existovaly, zřizoval je vůdce SS Heinrich Himmler. Mimochodem - lékař z farmy jako Himmler vypadá.